# Melaleuca lasiandra
Melaleuca lasiandra är en myrtenväxtart som beskrevs av Ferdinand von Mueller. Melaleuca lasiandra ingår i släktet Melaleuca och familjen myrtenväxter. Inga underarter finns listade i Catalogue of Life.